# Luce - Accendi il tuo coraggio
Luce - Accendi il tuo coraggio (Fireheart) è un film d'animazione del 2022 diretto da Theodore Ty e Laurent Zeitoun. 

## Trama
Nella New York del 1932, Luce è una ragazzina di sedici anni con il sogno di diventare la prima donna pompiere. Ma in quegli anni questo mestiere è vietato alle donne ed accessibile solamente agli uomini. Quando anni dopo un piromane semina il panico in città l'indagine viene affidata a suo padre Shawn Nolan, pompiere in pensione. Decide così di approfittare della situazione travestendosi da un giovane ragazzo di nome Lucio.

## Distribuzione
Il film è stato distribuito in Francia il 2 febbraio 2022, mentre in Italia è stato distribuito sulla piattaforma Amazon Prime Video a partire dal 27 dicembre 2022.